# Cephalopholis leopardus
Cephalopholis leopardus es una especie de pez del género Cephalopholis, familia Serranidae. Fue descrita científicamente por Lacepède en 1801.
Se distribuye por el Indo-Pacífico: África Oriental, islas de la Sociedad, al norte de las islas Ryūkyū y en Australia. También en la mayoría de las islas del Océano Índico y la del Pacífico Centro-Occidental. La longitud total (TL) es de 24 centímetros con un peso máximo de 35,64 gramos. Habita en lagunas, canales y pendientes exteriores de arrecifes y se alimenta de peces y crustáceos. Puede alcanzar los 40 metros de profundidad.
Está clasificada como una especie marina inofensiva para el ser humano.